# 改B3 (航空機)
技術研究本部 改B3
- 用途：研究機
- 分類：無人航空機
- 設計者：防衛庁技術研究本部第3研究所無人機グループ
- 製造者：昭和飛行機工業、八欧電機
- 運用者：防衛庁技術研究本部
- 初飛行：1958年9月（ダミー）
- 運用状況：退役

改B3（かいB3）は、日本の防衛庁技術研究本部（現防衛装備庁）第3研究所（現航空装備研究所）が試作した研究用の無人航空機。

## 経緯
1954年（昭和29年）度あるいは1955年（昭和30年）度に開始された「無人機の研究」の一環として、技術研究本部第3研究所では将来に向けた高速標的機や無人偵察機などの無人機の一般的資料の収集などを目的として、改B3の開発を行った。システム構想や設計は、第一部と特殊機研究室共同の、海法泰治第一部長率いる第3研究所の無人機グループによるもので、昭和飛行機工業と八欧電機が実機の製作を担当した。
1957年（昭和32年）度のうちに各構成要素の試作・技術的試験を完了させた後、1958年（昭和33年）6月4日に第3研究所の開所式にて一般に公開された。実験場所には館山沖が選ばれ、1958年9月には、本実験に先駆けて空力特性や発進・着陸法のテストを目的としたダミーによる落下実験が行われた。1959年（昭和34年）3月には機体の試作が完了し、同年9月より飛行実験が試みられている。ただし、テレビ系統の故障や気象状況の影響を受けて同年度中の本実験は見送られている。
改B3の試作以後、「無人機の研究」はターボジェットエンジン装備の「改B-010」の設計試作などへと発展し、最終的には「B4」および「改B4」の試作と、1962年（昭和37年）7月に島松演習場で行われた液体燃料ロケットエンジン搭載機の飛行試験成功によって終了している。

## 機体
無人偵察機に区分される設計の機体であり、主な材質はガラス繊維強化プラスチック。機首に小型テレビカメラを備え、その後方の胴体前部にはテレメタリング機構や無線操縦受信・管制のための各種装置、自動安定機構が収まる。胴体中部と主翼は多孔性の強化プラスチックを用いた一体構造で、このブロック自体が耐圧式のインテグラルタンクとなっている。胴体尾部には着陸用のパラシュートが格納されている。主翼はデルタ翼で、昇降舵に加えて横と方向の運動のコントロールに用いる翼端舵を備える。動力は液体プロパンを燃料とする小型ラムジェットエンジンで、胴体下部のポッドに収められている。
操縦はテレビ視界に依拠して比例操舵を行うもので、地上指揮車の操縦桿を用いて昇降舵と翼端舵を操作する形で行われる。テレビカメラの前方視界映像はテレビ送信器を、機体のピッチ角およびロール角、速度や高度はテレメタリング機構を介してそれぞれ指揮車の操縦席前面と計器板に伝えられる。テレビ、テレメータ、操縦にはそれぞれ別の無線系統があてがわれている。また、オートパイロットによる飛行も研究が進められていた。
発進は、ヘリコプターに懸吊された状態で離陸した後に空中で切り離し、その後エンジンを始動させる形式が取られていたが、カタパルトやJATOを使用しての離陸も想定されていた。

## 諸元
出典：「改B3その後」 94頁、『防衛年鑑 1960年版』 266頁、「テレビカメラを備えた改B3無人偵察機」 27頁、「表紙写真説明 無人機」 46頁。
- 全長：3.80 m[5][17]あるいは3.95 m[2]あるいは4.05 m[8]
- 全幅：2.40 m
- 全高：1.15 m[8]あるいは1.20 m[2][17]
- 主翼面積：2.36 m2
- 全備重量：176 kg[17]あるいは215 kg[8]（総重量：220 kg[2]）
- エンジン：ラムジェット × 1
- 最大速度：720 km/hr（計画値）
- 航続時間：3分（計画値）[2]あるいは約10分[17]
- 乗員：0名